# Nebesni disk iz Nebre
Nebesni disk iz Nebre je bronast disk s premerom približno 30 centimetrov in težo 2,2 kilograma, z modro-zeleno patino in intarzijo z zlatimi simboli. Te se običajno razlaga kot sonce ali polna luna, lunarni polmesec in zvezde (vključno z gručo, ki jo razlagajo kot Plejade). Kasneje sta bila dodana dva zlata loka ob straneh, ki označujeta kot med solsticiji. Končni dodatek je bil še en lok na dnu, obdan z več potezami (z negotovim pomenom, ki se razlaga bodisi kot sončna barka s številnimi vesli, kot Rimska cesta ali kot mavrica).
Disk je pripisan najdišču v bližini Nebre, Saška - Anhalt, v Nemčiji in asociativno datiran v c. 1600 pr. n. št., povezan je z bronastodobno Unjetiško kulturo (Únětice, nemško Aunjetitz). Disk ni podoben nobenemu znanemu umetniškemu slogu iz tistega obdobja in je bilo sprva stališče zgodovinarjev, da je ponaredek, zdaj pa je splošno sprejet kot verodostojen.
Nebesni disk iz Nebre je najstarejša znana konkretna upodobitev vesolja na svetu. Junija 2013 je bil vključen v Unescov register svetovnega spomina in imenovan za »eno najpomembnejših arheoloških najdb v 20. stoletju«. 

## Odkritje
Mesto odkritja je prazgodovinska ograda, ki obkroža vrh višine 252 m v gozdu Ziegelrode, znanem kot Mittelberg, približno 60 km zahodno od Leipziga v osrednji Nemčiji. Znano je, da je bila okolica v neolitski dobi naseljena, gozd Ziegelrode pa vsebuje približno 1000 gomil.
Ograda je usmerjena tako, da se zdi, da sonce ob vsakem solsticiju zaide za goro Brocken, najvišjo goro sredogorja Harz, približno 80 km severozahodno. Lovca na zaklad sta trdila, da so bili artefakti odkriti v jami, ki se odpira znotraj prostora, ki ga obkroža pregrada iz nasipa in jarka.
Leta 1999 sta Henry Westphal in Mario Renner odkrila disk, dva bronasta meča, dve sekiri, dleto in drobce spiralnih zapestnic, medtem ko sta iskala zaklad z detektorjem kovin. Arheološki artefakti so po tamkajšnji zakonodaji last dežele Saška - Anhalt. Iskalca sta delala brez licence in vedela sta, da njuna dejavnost pomeni nezakonito plenjenje. Disk sta poškodovala z lopato in uničila del nahajališča. Naslednji dan sta prodala celotno najdbo za 31.000 DM preprodajalcu v Kölnu. Zaklad je v naslednjih dveh letih spremenil lastnike v Nemčiji, pri čemer je bil prodan za milijon DM. Do leta 2001 je postal javno znan njegov obstoj. Februarja 2002 je državni arheolog Harald Meller kupil disk v operaciji pod vodstvom policije v Baslu od para, ki ga je dal na črni trg za 700.000 DM. Prvotna iskalca so na koncu izsledili. V sporazumu o krivdi sta vodila policijo in arheologe na mesto odkritja. Arheologi so odprli najdišče in odkrili dokaze, ki podpirajo trditve plenilcev. Tam so sledi bronastih artefaktov, zemlja na kraju samem pa se ujema z vzorci tal, ki se držijo artefaktov. Disk in njegove spremljevalne najdbe so zdaj razstavljeni v Državnem muzeju prazgodovine v Halleju.
Enega plenilca je sodišče v Naumburgu septembra 2003 obsodilo na štiri mesece zaporne kazni, drugega pa na deset mesecev. Pritožila sta se, vendar je prizivno sodišče zvišako kazen na šest oziroma dvanajst mesecev.

## Datacija
Natančno datiranje Nebesnega diska iz Nebre je odvisno od datacije večjega števila kosov orožja iz bronaste dobe, ki so bili naprodaj z diskom in za katere je bilo rečeno, da so iz istega najdišča. Te sekire in meči so tipološko datirani sredi 2. tisočletja pred našim štetjem. To oceno je potrdila radiokarbonska datacija brezovega delca, najdenega na enem izmed mečev, v obdobje med leti 1600 in 1560 pr. n. št. To ustreza datumu pokopa, v času katerega je disk verjetno obstajal že več generacij.

## Izvor kovine
Po začetni analizi elementov v sledeh s pomočjo rentgenske fluorescence, ki jo je izvedel E. Pernicke, nato pa Univerza v Freibergu, baker izvira iz Bischofshofna v Avstriji, zlato pa naj bi izhajalo iz Karpatov. Najnovejša analiza je pokazala, da je bilo zlato, uporabljeno v prvi fazi, iz reke Carnon v Cornwallu. Tudi kositer v bronu je bil iz Cornwalla. 

## Zgodovina
Ohranjen disk je nastajal v štirih fazah (Meller 2004):
1. Na začetku je bilo na disku trideset drobnih okroglih zlatih krogov, velika krožna plošča in pritrjena velika plošča v obliki krajca. Krožna plošča se razlaga bodisi kot Sonce bodisi polna Luna, krajec kot krajec Lune (oz. Sonce ali Luna, ki prehaja v mrk), pike pa kot zvezde, pri čemer gruča sedmih pik verjetno predstavlja Plejade.
2. Nekaj časa kasneje sta bila na nasprotnih robovih diska dodana dva loka (izdelana iz zlata drugačnega izvora, kot kažejo njihove kemične nečistoče). Da bi naredili prostor za te loke, je bil iz leve strani premaknjen en majhen krog v središče diska, dva kroga na desni pa sta bila prekrita, tako da je ostalo vidnih trideset. Dva loka obsegata kot 82 °, ki označuje kot med poletnim in zimskim solsticijem na zemljepisni širini pri Mittelbergu (51 ° N). Glede na to, da se loka nanašata na sončne pojave je verjetno, da krožna plošča predstavlja Sonce in ne Luno.
3. Končni dodatek je bil še en lok na dnu, »sončna barka«, znova izdelan iz zlata drugačnega izvora.
4. Do takrat, ko je bil disk zakopan, je dobil tudi devetintrideset ali štirideset lukenj okoli oboda, vsaka je imela premer približno 3 mm.

- 1) Na levi strani polna Luna, na desni strani krajec, med in zgoraj Plejade.
- 2) Na obzorju so bile dodane luknje za cone sončnega vzhoda  in zahoda; posamezne zvezde so bile premaknjene in / ali pokrite.
- 3) Dodatek "sončna barka"
- 4) Disk v trenutnem stanju (obnovljena je bila zvezda in del Sonca ali polne Lune)

## Pomen
Disk je lahko astronomski instrument, pa tudi predmet verskega pomena. Modro-zelena patina brona bi lahko bila načrten del prvotnega artefakta .
Če je verodostojno, odkritje pomeni, da so imeli Evropejci v bronasti dobi astronomsko znanje in sposobnosti, ki so vključevale natančno opazovanje letnega poteka Sonca ter kota med točkama Sončevega vzhoda in zahoda na poletni in zimski solsticij. Medtem ko so bili starejši zemeljski in megalitski astronomski kompleksi, kot sta obroč v Gosecku in Stonehenge, že uporabljeni za označevanje solsticijev, je disk najstarejši znani »prenosni instrument«, ki omogoča takšne meritve. Pásztor pa ne vidi nobenega dokaza, da bi bil disk praktična naprava za sončne meritve.
Euan MacKie predlaga, da se lahko Nebesni disk iz Nebre poveže s sončnim koledarjem, ki ga je Aleksander Thom izdelal iz analize stoječih kamnov v Veliki Britaniji. 

## Verodostojnost
V začetku so sumili, da je disk mogoče arheološki ponaredek. Peter Schauer z Univerze v Regensburgu v Nemčiji je leta 2005 trdil, da je Nebesni disk iz Nebre ponaredek in da bi lahko dokazal, da bi patina diska lahko hitro nastala z urinom, klorovodikovo kislino in gorilnikom. Na sodišču je moral priznati, da nikoli ni imel diska v svojih rokah, za razliko od osemnajstih znanstvenikov, ki so ga pregledali. 
Richard Harrison, profesor evropske prazgodovine na Univerzi v Bristolu in strokovnjak za Beakerjevo ljudstvo, je dovolil, da so njegovo prvo reakcijo citirali v BBC-jevem dokumentarcu: 
»Ko sem prvič slišal za Nebesni disk iz Nebre, sem mislil, da je to šala, res sem mislil, da je ponaredek. Ker je tako izjemen kos, ne bi presenetilo nobenega od nas, če bi nek pameten kovač zakuhal tega v zadnji sobi in prodal za veliko denarja.«"
Čeprav Harrison ni videl Nebesnega diska ko je bil opravljen intervju, je bil njegov skepticizem na tej točki smiseln, vendar je disk danes široko sprejet kot avtentičen in je datiran približno 1600 pr. n. št. na podlagi tipološke klasifikacije povezanih najdb. Ker pa predmet ni bil izkopan po arheoloških standardih, bi bil lahko njegov izvor izmišljen, zato je preverjanje temeljilo tudi na mikrofotografiji korozijskih kristalov, ki jih ni možno ponarediti.
Harald Meller, ki je v aprilu 2008 predaval Društvu škotskih antikvariatov, je dal seznam dejstev, ki podpirajo avtentičnost diska in njegovega najdišča na Mittelbergu. Najbolj prepričljivo je bilo poznejše odkritje arheologov - v jami, v kateri so plenilci rekli, da so našli predmet - zlat delček, ki se natančno prilega vrzeli v zlatem listu, ki prekriva simbol Sonca.

## Razstava
Disk je bil osrednji predmet razstave z naslovom Der geschmiedete Himmel, ki je prikazovala 1600 artefaktov iz bronaste dobe, vključno s  Trundholmsko sončno kočijo, prikazane v Halleju od 15. oktobra 2004 do 22. maja 2005, od 1. julija do 22. maja do oktobra 2005 v Københavnu, od 9. novembra 2005 do 5. februarja 2006 na Dunaju, od 10. marca do 16. julija 2006 v Mannheimu ter od 29. septembra 2006 do 25. februarja 2007 v Baslu.
20. junija 2007 je bil blizu nahajališča v Nebri odprt center za obiskovalce.
Disk je zdaj del stalne razstave v Landesmuseum für Vorgeschichte (Državni muzej zgodovine) v Halleju.

## Pravna vprašanja
Dežela Saška - Anhalt je registrirala disk kot blagovno znamko, kar je bilo podlaga za dve tožbi. Leta 2003 je Saška - Anhalt uspešno tožila mesto Querfurt za prikazovanje diska na spominkih, kasneje pa tudi založbi Piper in Heyne za abstraktni prikaz diska na platnicah. Magdeburgsko sodišče je ocenilo pomembnost zadeve v skladu z nemškim zakonom o avtorskih pravicah. Zagovorniki so trdili, da je bil disk v bronasti dobi že "kultni predmet", zato je vsa zaščita intelektualne lastnine, ki je povezana z njim, že davno potekla. Tožnik pa je nasprotno trdil, da so editio princeps na disku nedavne in v skladu z nemškim pravom zaščitene 25 let, do leta 2027. Še ena trditev se je nanašala na vprašanje ali je mogoče pomembno umetniško delo registrirati kot blagovno znamko.